# Streblocera panda
Streblocera panda är en stekelart som beskrevs av Chou 1990. Streblocera panda ingår i släktet Streblocera och familjen bracksteklar. Inga underarter finns listade i Catalogue of Life.